# Odontotrypes hayeki
Odontotrypes hayeki är en skalbaggsart. Odontotrypes hayeki ingår i släktet Odontotrypes och familjen tordyvlar. Utöver nominatformen finns också underarten O. h. adamiki.